# Khái niệm
Khái niệm là một đối tượng, một hình thức cơ bản của tư duy (bao gồm một ý tưởng, một ý nghĩa của một tên gọi chung trong phạm trù lôgic, hoặc một sự suy diễn) phản ánh những thuộc tính chung, bản chất của các đối tượng sự vật, quá trình, hiện tượng trong tâm lý học và mối liên hệ cơ bản nhất các đối tượng trong hiện thực khách quan. Một khái niệm có hai thuộc tính là ngoại hàm (hay ngoại trương hay ngoại diên) và nội hàm.

## Phân loại
Immanuel Kant đã chia các khái niệm ra thành: khái niệm aprioric (sản phẩm của trí tuệ) và khái niệm aposterioric (được tạo ra từ quá trình trừu tượng hóa kết quả thực nghiệm).
Việc tạo ra một khái niệm là một chức năng cơ bản của sự cảm nhận và suy nghĩ. Các khái niệm cho phép ta hệ thống hóa hiểu biết của ta về thế giới. 
Hai dạng khái niệm cơ bản: 
1. Khái niệm cổ điển (dập khuôn, mang tính Aristoteles) – với các giới hạn rõ rệt, dựa vào các định nghĩa chính xác, có mang các điều kiện cần và đủ, để đối tượng cho trước có thể được coi như là một đại diện xứng đáng trong một thể loại cho trước;
2. Khái niệm tự nhiên (mờ, nhòe) – thay vì dựa vào các định nghĩa và các điều kiện cần và đủ, thì lại dựa vào sự đồng dạng so với những đối tượng tiêu bản đã được lưu lại trong trí nhớ.